# Rattus nitidus
Rattus nitidus és una espècie de mamífer rosegador de la família dels múrids que viu a Bangladesh, Bhutan, Xina, l'Índia, Indonèsia, Laos, Myanmar, el Nepal, Palau, les Filipines, Tailàndia i el Vietnam.